# Suurjärv
Suurjärv (järv = See) ist ein natürlicher See in Kanepi im Kreis Põlva auf dem estnischen Festland. Am Ufer des 42,1 Hektar großen Sees entfernt liegt das Dorf Rebaste und 54,2 Kilometer entfernt liegt der 3555 km² große Peipussee (Peipsi-Pihkva järv). Der See hat eine durchschnittliche Tiefe von 6,1 Meter, an einigen Stellen ist er bis zu 17,7 Meter tief.